# احتلوا هارفارد

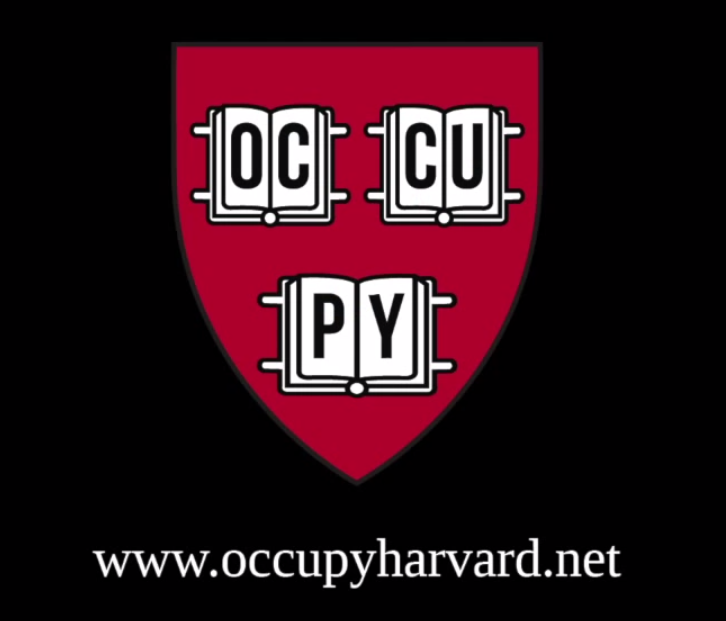

كانت احتلوا هارفارد تظاهرة طلابية في جامعة هارفارد تعرّف نفسها مع «حركة احتلوا» العالمية. سعت إلى إنشاء منتدى لمناقشة عدم المساواة الاقتصادية في جامعة هارفارد، في الولايات المتحدة الأمريكية، وفي جميع أنحاء العالم. وانتقدت تأثير هارفارد على السياسة الاقتصادية العالمية ومشاركتها مع القطاع المالي الأمريكي. دعمت الحركة أيضًا حملات الأجور التي يقوم بها عمال جامعة هارفارد، ومطالبات سحب الاستثمارات التي بدأها أعضاء حركة «نهوض عمال الفنادق».
بعد أن واجهت مقاومةً من الإدارة والشرطة، أقامت المجموعة معسكرًا في ساحة هارفارد بعد المسيرة التي قادتها في 9 نوفمبر 2011. مباشرة بعد هذه المسيرة، أُغلقَت البوابات المؤدية إلى ساحة هارفارد وسُمح فقط للأشخاص الذين يحملون بطاقات هوية خاصة بجامعة هارفارد بالمرور. ورغم أنّ المعسكر حصل على العديد من المؤيدين من الكلية، فهو لم يكن شائعًا بين طلاب جامعة هارفارد. لم تُزَل نقاط التفتيش الأمنية إلا بعد أن وضّبت المجموعة خيامها في ديسمبر 2011. واصلت مجموعة «احتلوا هارفارد» بتنظيم نفسها في عام 2012، مع التركيز على نظام مكتبة الجامعة.
أثارت التظاهرة قضايا الامتياز وعدم المساواة الاقتصادية، خاصة في ما يتعلق بالطلاب والإدارة في واحدة من أغنى الجامعات في العالم وأكثرها شهرة. وصف المؤيدون «احتلوا هارفارد» بأنها «قتال من أجل روح هارفارد»، متسائلين عما إذا كانت الجامعة «ستواصل إعطاء الأولوية للمال فوق العدالة الاجتماعية». ووصف المعارضون المتظاهرين بأنهم أشخاص قليلو المعرفة ويملكون حظًا زائدًا ويبحثون عن الاهتمام.

## خلفية
جامعة هارفارد هي واحدة من الجامعات الأكثر تميزًا في العالم، مع معدل قبول 5.9%. تشتهر جامعة هارفارد بخرّيجيها الأثرياء وأيضًا ببرامجها للمساعدات المالية السخية. إن نظام هباتها المالية الذي يزيد عن 30 مليار دولار، والذي لا تدفع عليه ضرائب، هو الأضخم في العالم. وهي واحدة من أغنى المنظمات غير الربحية في العالم، وتتنافس فقط مع الكنيسة الكاثوليكية (وربما مع مؤسسة بيل وميليندا غيتس).
يعمل العديد من خريجي جامعة هارفارد في القطاع المالي في وول ستريت؛ بينما يشغل العديد من الخريجين الآخرين مناصب بارزة في عالم الأعمال. وقد لعب أعضاء بارزون من هيئة التدريس مثل رئيس الجامعة السابق لاري سامرز -الذي أصبح مديرًا للمجلس الاقتصادي الوطني في عهد أوباما- أدوارًا رئيسية في صياغة السياسة الاقتصادية للولايات المتحدة. دفع هذا الوضع النقاد إلى ربط جامعة هارفارد عن كثب بالسياسات الاقتصادية المحلية والدولية لأمريكا. تعرضت استثمارات هارفارد أيضًا للمراقبة والتدقيق (كما حدث أثناء حملات تصفية الاستثمارات التي استهدفت نظام الفصل العنصري في جنوب أفريقيا)، مع توجيه انتقادات خاصة للمقتنيات في فنادق ومنتجعات هاي.
كانت جامعة هارفارد موقعًا لحملات العمال، لا سيما «حملة هارفارد لأجور المعيشة» طويلة الأمد التي بلغت ذروتها في عام 2001. حصلت هذه الحركة -التي أنشأت مدينة صفيح مفتوحة تضم 100 خيمة في ساحة هارفارد- على تنازلات من جامعة هارفارد، بما في ذلك تشكيل لجنة للوظائف، وتجميد المصادر الخارجية. بشكل عام، يقتصر النشاط الطلابي في جامعة هارفارد على القنوات الرسمية. على الرغم من أن العديد من طلاب جامعة هارفارد يشاركون في الخدمة المجتمعية أو السياسة العامة، فقد تعرضت طرق التغيير هذه للانتقاد (على حد تعبير طالب كُوير (حرّ الجنس) ناشط في جامعة هارفارد) باعتبارها «تكنوقراطية»، وموجهة نحو «حلول البحوث، وحلول السياسات، والحلول الاقتصادية، والحلول البيروقراطية لجميع المشاكل بدلًا من أي نوع من الحركات الاجتماعية». قال طالب آخر: «من غير المريح اعتراف الفرد بامتيازه وموقعه الشخصيين، إذ يمكن لذلك أن يشعرنا كأنما نتعرض لهجوم شخصي».
أشعلت حركة «احتلوا وول ستريت» (المستوحاة من الربيع العربي والتي بدأت في 17 سبتمبر 2011)، موجة من المعسكرات العامة التي أصبحت تُعرف في ما بعد باسم «حركة احتلوا». بدأ الطلاب في جامعة هارفارد بتنظيم أنفسهم استجابة لتلك الحركة وبدؤوا في التعاون مع معسكر «احتلوا بوسطن» الذي قام في 30 سبتمبر 2011. انضم عمال جامعة هارفارد، الذين يشكل الكثير منهم أعضاء في الاتحاد الدولي للعاملين في الخدمات وفي اتحاد العمال «اتحدوا هنا»، أيضًا إلى «احتلوا بوسطن»، وساعدوا في التخطيط للقيام بـ«احتلوا هارفارد». عارضت صحيفة طلاب جامعة هارفارد «ذا هارفارد كريمزون» عمومًا تصرفات المجموعة، ودافعت عن ضباط الشرطة الذين اعتقلوا طلاب هارفارد في حركة «احتلوا بوسطن».

### إضراب إي سي 10
في يوم الأربعاء الموافق 2 نوفمبر 2011، خرج نحو 70 طالبًا من صف الاقتصاد رقم 10 (إي سي 10)، وهو صف الاقتصاد التمهيدي في جامعة هارفارد الذي يدرّسه «ن. غريغوري مانكيو»؛ المستشار الاقتصادي السابق لجورج دبليو. بوش والمستشار الحالي -في ذلك الحين- لـ«ميت رومني». أعرب المتظاهرون عن دعمهم لـ«احتلوا وول ستريت»، ونشروا رسالة مفتوحة إلى مانكيو:
يلعب خريجو جامعة هارفارد أدوارًا رئيسية في المؤسسات المالية وفي صياغة السياسة العامة في جميع أنحاء العالم. إذا فشلت جامعة هارفارد في تزويد طلابها بفهم واسع وناقد للاقتصاد، فمن المرجح أن تضر أفعالهم بالنظام المالي العالمي. وكانت السنوات الخمس الأخيرة من الاضطراب الاقتصادي دليلًا كافيًا على ذلك.

نعلن إضرابنا اليوم للانضمام إلى مسيرة على نطاق بوسطن للاحتجاج على خصخصة التعليم العالي كجزء من «حركة احتلوا» العالمية. نظرًا لأن الطبيعة المتحيزة لصف الاقتصاد 10 تساهم في عدم المساواة الاقتصادية المتزايدة في أمريكا وترمز إليها، فإننا نخرج من صفك اليوم احتجاجًا على مناقشتكم غير الكافية للنظرية الاقتصادية الأساسية ولتقديم دعمنا لحركة تعمل على تغيير الحوار الأمريكي بشأن الظلم الاقتصادي.
انتقدت الرسالة صف مانكيو، وخصوصًا لتقديمه وجهة نظر محافظة كحقيقة مطلقة، ولاستبعاد البيانات الأكاديمية والمصادر الأولية (والاعتماد بشكل كبير على كتاب مانكيو الخاص بدلًا منها). وذكر الطلاب، على سبيل المثال، ادعاء مانكيو أن الاقتصاد يملي علاقة صفرية بين الكفاءة الاقتصادية والمساواة الاقتصادية. سبّب الإضراب على الفور نقاشًا محتدمًا حول جامعة هارفارد وصف الاقتصاد 10، لا سيما مسألة ما إذا كان الصف يفصل حقًا ما بين الادعاءات «الوصفية» وتلك «المعيارية». قال أحد منظمي حركة احتلوا الذي دعم الإضراب إن الصف يروج لـ«أيديولوجية نيوليبرالية محافظة بشدة»؛ وقال أمين نادي هارفارد الجمهوري «يدور موضوع الصف حول الكفاءة الاقتصادية البحتة. تدخل الأيديولوجيا في الاعتبار عندما نقرر كيفية تحقيق التوازن بين الكفاءة والمساواة الاجتماعية».
وقال مانكيو إن صفّه كان مقدمة «غير سياسية نسبيًا» للاقتصاد، وإنه كان يخطط لتدريس محاضرة حول عدم المساواة، وهو موضوع قد يثير اهتمام المتظاهرين، و«يمكنه أن يفهم رغبتهم في التفكير في طرق بديلة لهيكلة المجتمع».

## المعسكرات
في 9 نوفمبر 2011، التقى مئات المتظاهرين (تتراوح تقديرات الأعداد بين 300 و500؛ وليس جميعهم من طلاب جامعة هارفارد) في كلية الحقوق بجامعة هارفارد وساروا نحو ساحة هارفارد. بعد السماح لبعض الطلاب بالدخول اعتمادًا على بطاقات الهوية الخاصة بهم، أغلقت شرطة هارفارد البوابات على جميع المتظاهرين. أبلغ البعض عن خشونة الشرطة وحدوث إصابات طفيفة. أنشأ أولئك الذين دخلوا الساحة خيامًا كانوا قد خبؤوها سابقًا في المهاجع القريبة، مقيمين معسكرًا بالقرب من تمثال جون هارفارد في الساحة.

في صباح اليوم التالي (10 نوفمبر)، أصدرت المجموعة بيانًا رسميًا تضمن انتقادات محددة لإدارة جامعة هارفارد:
نحن نرى ظلمًا بنسبة 180:1 بين أجور الموظف الأعلى أجرًا في جامعة هارفارد -رئيس الاستثمارات الداخلية في شركة هارفارد للإدارة- والموظف الذي يتقاضى أقل أجر، وهو موظف حراسة جديد. نرى الظلم في تبني جامعة هارفارد لإجراءات وتدابير الشركات في ما يخص تحقيق الكفاءة مثل الاستعانة بمصادر خارجية في العمل. نرى ظلمًا في عمليات الاستيلاء على الأراضي الأفريقية التي تسبب تشريد المزارعين المحليين وتدمير البيئة. نرى ظلمًا في استثمارات هارفارد في شركات الأسهم الخاصة مثل فنادق ومنتجعات هاي، التي تحقق أرباحها من الأعمال الشاقة التي تقوم بها القوات العاملة المهاجرة والتي لا تملك نقابات عمالية. نرى الظلم في افتقار جامعة هارفارد للشفافية المالية وحجبها لرأي الطلاب والمجتمع في هذه الاستثمارات.
أعلنت المجموعة أيضًا أنها ستضع سياسات من خلال جمعية عامة منتظمة.